# Maleszowa (gmina)
Maleszowa – dawna gmina wiejska istniejąca do 1954 roku w woj. kieleckim. Nazwa gminy pochodzi od wsi Maleszowa, lecz siedzibą władz gminy były Piotrkowice. 
W okresie międzywojennym gmina Maleszowa należała do powiatu stopnickiego w woj. kieleckim. Po wojnie gmina zachowała przynależność administracyjną. 12 marca 1948 roku zmieniono nazwę powiatu stopnickiego na buski. Według stanu z dnia 1 lipca 1952 roku gmina składała się z 11 gromad: Brody, Celiny, Grabowiec, Gumienice, Lisów, Ługi, Maleszowa, Minostowice, Piotrkowice, Suliszów i Włoszczowice.
Jednostka została zniesiona 29 września 1954 roku wraz z reformą wprowadzającą gromady w miejsce gmin. Po reaktywowaniu gmin z dniem 1 stycznia 1973 roku gminy Maleszowa nie przywrócono, a jej dawny obszar wszedł głównie w skład gmin Chmielnik i Pierzchnica.